# 近鉄2250系電車
近鉄2250系電車（きんてつ2250けいでんしゃ）は、近畿日本鉄道（近鉄）が1953年から大阪線の特急専用車として製造した電車の総称である。
本項では2250系を改番した600系電車（2代）についても記述する。

## 概要

### 登場に至るまで
現在の近鉄の路線網は、南大阪線系統を除いて線路幅（軌間）が1,435 mm（標準軌）となっているが、名古屋線はその前身である伊勢電気鉄道の建設経緯などから、1959年まで1,067 mm軌間（狭軌）であり、1,435 mm軌間の大阪線・山田線系統とは直通運転ができなかった。このため大阪線と名古屋線では1950年代までそれぞれの軌間に合わせてそれぞれ専用設計の車両が投入されてきた。また直通乗客は、大阪線と名古屋線の結節点である伊勢中川駅での乗り換えを強いられていた。
1947年に現在の近鉄特急網の起源となる名阪特急が運行を開始した当初、大阪線では旧参宮急行電鉄からの引き継ぎ車2200系（1930 - 1941年製造）、名古屋線では関西急行電鉄からの引き継ぎ車モ6301形（1937年製造）と伊勢電気鉄道からの引き継ぎ車であるク6471形をそれぞれ整備して投入した。
しかしこれらは、転換クロスシートなど当時としては高水準な接客設備を備えていたものの、いずれも戦前あるいは戦後に製造された一般車を整備・改良したものであったため、復興が進むにつれて専用設計による新造車両の投入が望まれるようになった。このような状況下で1953年に伊勢神宮の「式年遷宮」が行われることになり、これに合わせて大阪線・山田線系統と名古屋線の双方に新造特急車が投入されることとなった。
これらはいずれも戦前設計の2200系の窓配置を基本とする2扉クロスシート車であり、車体デザインや接客設備は概ね統一されていた。しかしその一方で、両線の軌道条件や在来車との併結の必要性などから車体寸法や主要機器のシステム構成は相違しており、大阪線・山田線向けの本系列は2200系に続く2250系、名古屋線向けは6401系に続く6421系として形式称号が与えられている。

### 車種構成
本系列は以下の2形式で構成される。
- モ2250形 制御電動車 (Mc)
- サ3020形 付随車 (T)

基本的にはこの2形式各1両をペアとする形で、子会社の近畿車輛によって以下の各車が新造された。
- 第1次車（1953年3月竣工）
  - モ2250形2251 - 2254
  - サ3020形3021 - 3024

- 第2次車（1953年9月竣工）
  - モ2250形2255・2256
  - サ3020形3025・3026

- 第3次車（1955年9月竣工）
  - モ2250形2257 - 2260
  - サ3020形3027 - 3029

このうち、モ2250形は第1・2次車が両運転台、第3次車の4両は片運転台車として製造されている。
なお、第3次車の付随車の製造両数が電動車より1両少ないが、これは在来車である2200系のうち、1940年に製造された皇族用貴賓車であった2600号を転換クロスシートの特急専用車に改造・運用していたものを編成に組み入れることで補ったためである。

## 車体
車体長20,720 mm、車体幅2,744mmの20 m級車体を備える。

### 構造
本系列では、構体設計に近畿車輛が運輸省からの研究助成金を受けて開発に取り組んでいた、普通鋼による軽量構造が採用されている。
この新設計による車体の特徴は以下の通り。
- 台枠の構造を見直し、従来の形鋼に代えて薄板普通鋼板のプレス成形材を全面的に採用
- 台枠のうち、各台車の心皿間を結ぶ中梁を省略
- 心皿間の垂直荷重を台枠横梁とそれに窓柱や側板等の車体側構で分散負担
- 屋根母屋桁や台枠横梁などのプレス成形による強度部材について、配管用の貫通穴兼用の軽量穴を、部材成形時にリブ付き穴として開口

これらは以後の鉄道車両で一般化する準張殻構造の先駆けとなるものであり、電動車で比較した場合、戦前製造のモ2200 - 2226・2227 - 2246が47.5 tであったものがモ2251 - 2256では46 t、台車と主電動機が軽量化されたモ2257 - 2260では43 t、と順次軽量化が進められている。

### 外観デザイン
側面の窓配置について、モ2250形は第1・2次車がdD (1) 14 (1) Dd（d：乗務員扉、D：客用扉、(1)：戸袋窓）、第3次車がdD (1) 14 (1) D1、そしてサ3020形はD (1) 15 (1) D1、と全席座席指定制特急で専用することを前提として、座席を2扉間に集中させた2200系（旧）と同様の窓配置が採用されている。側窓幅は800 mm、客用扉幅は1,000 mmで、これらはいずれも2200系（旧）と同一値である。
また、屋根は雨樋位置を高くした2200系（新）と同様の張り上げ屋根が採用されており、側窓の周囲についてもノーシル・ノーヘッダー構造が採用され、さらに前照灯は半埋め込み式で白熱灯が中央に1灯設置され、縦の雨樋が妻板と側板の接合部に内装されている。
なお、本系列は電動車も付随車もともに両端に650 mm幅の貫通路が設置されており、運転台が設置されていない妻面には引き戸が設置されていて、各車間は幌で結ばれている。
妻窓は第1次車が木製枠支持、第2次車が黒色Hゴム支持、第3次車がクリーム色のHゴム支持、と増備の度に変更されており、各グループの識別は容易である。
また、サ3020形のトイレの設けられた側の妻面については、左右の妻窓が設けられていない。
このように2200系（旧）基本に2200系（新）の要素を盛り込みつつ設計当時の最新流行も導入された結果、本系列の外観はやや鋭角的で端正な造作となっている。
塗装は上半分がクリーム、下半分が紺色のツートンカラーで、新造時には側面車端よりの腰板部にExpressマークが描かれていた。

### インテリア
車内は両端の固定式クロスシートを除く全席が転換クロスシートとなっており、側窓と座席のピッチが一致している。シートピッチは930 mmで、当時一般的であった860 mmから70 mm拡大されて快適性が向上している。
室内灯は当初より蛍光灯が導入されており、20 Wのものが各17本ずつ2列に配されて角形灯具に格納されている。この蛍光灯の採用により車内の夜間照度は従来と比較して大幅に向上しており、これも快適性向上に大きく貢献している。
また、内装部材やドア、シート部材等にアルミニウム板・アルミ鋳物が導入されているのも先駆的な試みである。
トイレは電動車の一端の車掌台を省略してそこに設置していた2200系とは異なり、サ3020形の車端部に設けられている。ただし、第1次車と第2・3次車ではトイレの設置位置が逆転しており、第1次車が上本町寄り、第2・3次車が宇治山田寄り車端部への設置となっている。
なお、モ2250形第3次車の運転台のない側の車端部は当初、車内販売室と物置が設けられていたが、モ2257・2259の2両については1957年のシートラジオ設置時に公衆電話・ラジオ調整室に改造されている。

## 主要機器
戦前の2200系では三菱電機製150 kW級大出力吊り掛け駆動電動機と、アメリカ・ウェスティングハウス・エレクトリック社の技術を三菱が導入した抑速用発電制動付のABF単位スイッチ制御器が装備されていたが、2250系でもこの三菱系電装品の組み合わせは踏襲され、従前同等に山岳区間で高速運転できる走行性能が確保されている。車両性能上ならびに営業運転での最高速度は110 km/hである。

### 主電動機
主電動機は当初旧2200系同様にMB-211-BFGが採用されていたが、第3次車では定格回転数を引き上げ、磁気回路容量を減らして軽量化を図った、改良型のMB-211-CFRに変更され、歯車比を2.07から2.43に変更して走行性能を揃えてある。
なお、端子電圧が示すとおり、これらは山間部の変電所間隔の長い区間での架線電圧降下を織り込んで仕様が決定されており、架線電圧が定格である直流1,500 Vの下での実効出力は165 kW ≒ 224馬力（221英馬力）となる。

### 主制御器
制御器は2200系に搭載されていたABF単位スイッチ式自動加速制御器を改良し、サーボ機構（順序開閉器）のシーケンスドラムを従来の電磁弁による空気圧式からパイロットモーターによる電動式に変更した三菱電機ABF17で、運用上故障の許されない特急車ということで従来方式を踏襲して信頼性を確保しつつ応答性能の改善を図っている。
なお、本系列の制御器は制御シーケンスが2200系と共通となっており併結が可能で、実際にも本系列の増備が進むまでは多客期を中心に2200系を増結して運用されている。

### 集電装置
集電装置はモ2251 - 2254が三菱電機S-516-DC、モ2255・2256がS-516-EC、モ2257 - 2260がS-520-ACをそれぞれ上本町寄りに搭載する。いずれも一般的な菱枠形パンタグラフである。

### ブレーキ
ブレーキもやはり従来通り自動空気ブレーキが踏襲されたが、ブレーキ装置自体が従来の電車のような車体装架シリンダー式をやめ、より作動が速く安全性の高い台車装架シリンダー式に変更された。また、ブレーキ弁そのものも高機能・高性能ではあるものの非常に大型で重量も重い2200系のU-5自在弁によるUブレーキから、若干性能が劣るもののより簡素で軽量なA動作弁を使用しつつこれに中継弁を追加したARブレーキに変更されている。

### 台車
台車は枕ばねから重ね板ばねを廃してオールコイルばねとなり、減衰性確保のためにオイルダンパを装備した。1次型では鋳鋼製軸ばね台車の住友金属工業FS-11、2次型では部分的に鋼板プレス部材を用いた軸ばね式台車の近畿車輛KD-5が用いられた。3次型では近畿車輛がスイス・カー・アンド・エレベーター社との提携で得られた技術に基づき開発した、鋼板溶接組立円筒案内式台車（シュリーレン式台車）であるKD-15系を装着し、1・2次型よりも大幅に軽量化している。いずれも設計当時最新の技術を投じて設計された高速台車であった。

### 連結器
第1・2次車は従来通り並形自動連結器を装着して竣工しているが、第3次車については軽量化と乗り心地の改善を期して日本製鋼所NCB-II密着自動連結器が採用されている。

## 運用
当初から大阪線・山田線の特急運用に充当され、名阪連絡特急および伊勢特急としてその駿足を発揮、1955年まで増備されて大阪線特急の主力車となった。

### 冷房化
1957年には、6421系ともども日本の私鉄電車における戦後初の冷房装置搭載改造が行われ、同年6月20日から運用を開始した。日本国有鉄道（国鉄）は鉄道省時代の1936年以来特急「燕」の食堂車など一部の優等客車に車軸駆動冷房システムを導入し、また1936・1937年の夏に南海鉄道（現・南海電気鉄道）が試験的な冷房電車を運行した例（南海2001形電車#冷房電車の項を参照）はあったものの、恒久的な形で編成全車の冷房サービスが行われるようになったのは、国鉄までも含めて日本では2250系・6421系が最初である。
電動車と付随車の2両で冷房ユニットを構成し、電動車から付随車に電源を供給した。冷房システム自体は大がかりなもので、戦前の国鉄優等客車に搭載され、戦後も進駐軍向け優等客車等で使用されていた、川崎重工業製KMシリーズの系譜に連なるKM-7集中冷房装置2基を付随車に搭載、自車の冷気送風はトイレのない側の車端部屋根上に設置された冷房機から行い、電動車に対してはトイレのある側の屋根上に設置された冷房装置から貫通路上に設置されたダクトを介して冷気を送風し、貫通路経由で暖まった空気を戻す手法である。このためモ2250形の両運転台車については前照灯が邪魔になり、屋上に飛び出したダクト箱前面に脱着式の前照灯を装備する奇異な形態となっている。

### 公衆電話とシートラジオの設置
冷房化だけではなく、2250系・6421系にはさらなる新機軸が追加された。通信回線の整備によって同年10月1日から上本町駅 - 伊勢中川駅間で列車公衆電話サービスを開始、大阪市内および名古屋市内との通話を実現した。続けて12月25日からは、ラジオ受信機を車載し妻面にアンテナを設置して、座席でイヤホンを用いてラジオ聴取のできる「シートラジオ」が設置され、青山峠を境界として、NHK大阪・名古屋局のラジオ第1・第2放送を聴取可能となった。これらはともに日本最初の画期的なサービスであり、国鉄東海道本線特急をも凌駕する装備であった。

## 格下げ改造
1959年以降、10100系（新ビスタカー）・10400系（エースカー）といった後継車両が増備されると次第に置き換えが進み、1960年に5両が特急運用を離脱、一部が3扉化されて一般車に格下げられた。この時両運転台であったモ2255は片運転台化され、モ2255と2257は形式が2200系ラストナンバーに続くモ2247形2247・2248に改番された。この時点で残っていた他のモ2250形については欠番を埋めるため、2256→2255・2259→2256・2260→2257(いずれも2代目)に改番している。
また特急用に残ったサ3020形のうち6両は名阪乙特急と連絡する伊勢中川 - 宇治山田間の準特急運用に充当すべく、1959年12月付で運転台を設置されてク3120形制御車となっている。残る14両はオレンジ・ブルーの新特急色になったのち、1963年の11400系（新エースカー）登場によって特急運用から離れた。
特急運用を離脱した後、3扉化改造とモ2247・2248・2251とサ3020形はセミクロスシート化改造がなされ、その他の車両はロングシート化改造がなされた。モ2250形については、モ2251以外の両運転台車については片運転台化された。公衆電話サービスやシートラジオといった特別装備も撤去された。格下げ後もしばらく冷房装置はそのまま使用されたが、1966年に全車撤去された。以後も2200系などとともに大阪線・山田線の急行運用についていたが、その後1974年には電動車について空気ばねを枕ばねとする新型シュリーレン式台車である近畿車輛KD-78への交換が進められ、捻出された3次車用KD-15を付随車に転用するなどの措置が行われている。尾灯についても、オリジナルの旧型尾灯から、新製通勤車同様の標識灯併設型に置き換えられている。
1975年に2610系の投入に伴って名古屋線へ転属し、ここでも主に急行に使用された。しかし非冷房車であったことや老朽化が進んだことから、1983年までに廃車となった。なお、経年の新しいKD-78は1982年落成の界磁チョッパ制御車である1200系の1202F - 1206FのTc車に流用されている。
2250系のうちモ2253・2257・ク3125の3両は初代鮮魚列車用の600系（2代）に改造されてそれぞれモ603・602・ク503として1989年に1481系に置き換えられるまで伊勢 - 大阪間の行商人輸送の任に当たった。一方でモ2251・2258・ク3124・3126の4両を1983年3月に格下げ改造した電動貨車のモワ10形11・12・クワ50形51・52も存在し、クワ50形は両車とも1985年1月16日付で廃車となったが、モワ10形はその後も残された。
最後に残ったのは第三軌条を採用している東大阪線（現・けいはんな線）用の7000系を五位堂駅に併設された五位堂検修車庫へ検査回送するための牽引車として残ったモワ10形11・12で、7000系と連結可能とするために連結器を密着式に交換され、1998年にモト77・78に置き換えられるまで使用され、同年11月13日の7000系回送を最後に引退、11月16日に高安へ回送・廃車解体された。